# Enseñanza universitaria en Estados Unidos

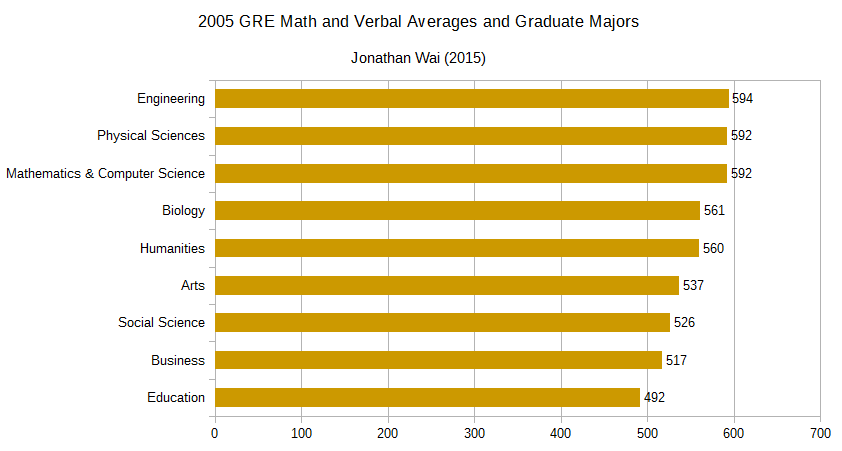
Promedios del examen de admisión para estudios de postgrado en las secciones de razonamiento verbal y matemático en 2005.

La enseñanza universitaria en Estados Unidos es la educación superior que imparten las 4599 instituciones de enseñanza universitaria reconocidas actualmente[¿cuándo?] por el Título IV del Acta de educación Superior de 1965 y que ofrecen titulaciones universitarias, tanto de pregrado como de postgrado.[cita requerida] Se denominan, indistintamente, universidades, institutos, academias y colleges (incluidos community colleges y junior colleges).
El sistema de universidad estadounidense, como el sistema estadounidense educativo en general, es descentralizado porque la Décima Enmienda de la Constitución de los Estados Unidos reserva todos los poderes no enumerados (uno de los cuales es la educación) para los Estados respectivamente, o a la gente. Así, excepto las academias militares de los Estados Unidos, el gobierno federal directamente no regula ninguna universidad. 
Las leyes que regulan la educación universitaria varían bastante de un estado a otro. Por ejemplo, en el Estado de Nueva York, se restringe el uso de la etiqueta universidad a aquellos que ofrecen múltiples programas de posgrado.
Los Estados Unidos tienen tanto universidades públicas como universidades privadas. Casi todas las universidades públicas están subvencionadas económicamente por sus gobiernos estatales, aunque el apoyo de los estados a las universidades públicas ha disminuido a un porcentaje menor de sus presupuestos anuales.

## Historia
Las universidades más antiguas de Estados Unidos son las universidades coloniales (Colonial Colleges) es decir, las existentes en la época de las Trece Colonias bajo la Corona Británica. 
Las nueve universidades coloniales eran:
- New College (actual Universidad Harvard), fundada en 1636
- College of William and Mary, fundada en 1693
- Collegiate School (actual Universidad Yale), fundada en 1701
- College of New Jersey (actual Universidad de Princeton), fundada en 1746
- King's College (actual Universidad de Columbia), fundada en 1754
- College of Philadelphia (actual Universidad de Pensilvania), fundada en 1755
- College of Rhode Island (actual Universidad Brown), fundada en 1764
- Queen's College (actual Universidad Rutgers), fundada en 1766
- Dartmouth College, fundada en 1769

Otras universidades de la época colonial, pero no se las considera colonial colleges fueron:
- King William's School (actual St. John's College), fundada en 1696
- Kent County Free School (actual Washington College), fundada en 1723
- Bethlehem Female Seminary (actual Moravian University), fundada en 1742
- Newark Academy (actual Universidad de Delaware), fundada en 1743
- Augusta Academy (actual Universidad Washington y Lee), fundada en 1749
- College de Charleston, fundada en 1770
- Little Girls' School (actual Salem College), fundada en 1772
- Dickinson College, fundada en 1773
- Hampden–Sydney College, fundada en 1775

Desde entonces el número de universidades ha crecido hasta las 4.599 actuales.